# Gerd Scholz
Gerd Scholz (* 13. September 1935 in Wuppertal) ist ehemaliger Stadtverordneter und Fraktionsvorsitzender der SPD in Wuppertal sowie ehemaliger Vorstandsvorsitzender der Stadtsparkasse Wuppertal.

## Leben
Der gelernte Bankkaufmann und Sparkassenbetriebswirt war seit 1954 bei der Stadtsparkasse Wuppertal beschäftigt. Er trat im Jahr 1966 in die SPD ein und war von 1969 bis 1975 Bürgerschaftsvertreter, vom 4. Mai 1975 bis 14. Mai 1982 Stadtverordneter und von 1977 bis zum 1. Oktober 1984 erster stellvertretender Fraktionsvorsitzender der SPD, dann auf Vorschlag Walter Jahnkes 1978 dessen Nachfolger als Fraktionsvorsitzender.
Im Jahr 1982 legte Scholz sein Ratsmandat nieder, um für die Position des Wuppertaler Oberstadtdirektors zu kandidieren, ein Amt, das bis dato Friedrich Platte innehielt. Die Qualifikationsanforderungen für dieses Amt waren das zweite juristische Staatsexamen oder langjährige einschlägige Verwaltungserfahrung, die Scholz gemäß seinen Kritikern nicht erfüllte. Gegen die Stimmen der Opposition aus CDU und FDP, die an seiner fachlichen Qualifikation zweifelten, sowie sieben SPD-Mandatsträgern aus der eigenen SPD-Fraktion wurde er nicht gewählt.
Bei der Kommunalwahl am 30. September 1984 wurde Gerd Scholz erneut in den Rat gewählt, und am 1. Oktober 1984 bestimmte seine Fraktion ihn wiederum zum Vorsitzenden. Am 18. April 1988 wurde er von der damaligen Oberbürgermeisterin Ursula Kraus in den politischen Ruhestand verabschiedet.
Im Jahr 1988 rückte er in den Vorstand der Stadtsparkasse Wuppertal und saß dem Gremium von 1995 bis Ende 1999 vor. Die Stadtsparkasse verabschiedete Scholz Ende 1999 in einer Feierstunde in der Glashalle auf dem Johannisberg in den Ruhestand.
Scholz ist Vorsitzender des Verwaltungsrats des Hochschulsozialwerks Wuppertal. Am 8. Februar 2007 eröffnete Gerd Scholz als vom Rektorat ernannter Vorsitzender die konstituierende Sitzung eines neuen Prüfgremiums, welches Beschwerden Studierender über die Qualität der Lehr- und Studienorganisation der Bergischen Universität Wuppertal entgegennimmt.
Gerd Scholz ist Mitglied der Gewerkschaft Öffentliche Dienste, Transport und Verkehr, der Arbeiterwohlfahrt, der Wasserfreunde Wuppertal und des Bürgervereins Elberfeld Südstadt. Er ist verheiratet und hat eine Tochter.

## Ehrungen
Gerd Scholz wurde 1988 mit dem Ehrenring der Stadt Wuppertal ausgezeichnet. Seit 1981 ist er Träger des August-Fassbender-Ordens. Im Januar 2016 erhielt er die Ehrenmedaille der Bergischen Universität.